# 九龍巴士1K線
九龍巴士1K線是香港一條已停駛的九龍市區巴士路線，在1983年6月24日起服務。原為旺角火車站南行循環線，1989年改為紅磡車站南行循環線，在1992年，又改為旺角火車站南行循環線，1994年2月1日起停駛。